# GAPVD1
La proteína activadora de GTPasa y los dominios 1 de VPS9, también conocidos como GAPVD1, Gapex-5 y RME-6, es una proteína que en humanos está codificada por el gen GAPVD1 .

## Función
GAPVD1 es un factor de intercambio de nucleótidos de guanina GTPasa Rab esencial para la activación de RAB5A durante la absorción de células apoptóticas. GAPVD1 también participa en la degradación del receptor del factor de crecimiento epidérmico. La activación de Rab5 mediada por Gapex-5 se ha implicado en la formación estimulada por insulina de fosfatidilinositol-3-fosfato de la membrana plasmática.

## Estructura
En base a la homología de secuencia, se ha demostrado que Gapex-5 de mamífero tiene un dominio GAP Ras amino-terminal, una región central de poliprolina (unión a SH3) y un dominio Rab GEF carboxi-terminal. Se ha sugerido el dominio RabGEF para activar Rab5 y Rab31.